# (Nendest) narkootikumidest ei tea me (küll) midagi
(Nendest) narkootikumidest ei tea me (küll) midagi (svenska: Vi vet (verkligen) ingenting om (dessa) droger) är en låt av den estniska hiphopgruppen  5MIINUST och den estniska folkduon Puuluup. Låten släpptes den 8 december 2023 och var Estlands bidrag i Eurovision Song Contest 2024. Den innehar rekordet för den längsta titeln i Eurovision någonsin med sina 50 tecken.
Låten är komponerad av medlemmarna i Puuluup: Marko Veisson och Ramo Teder, och skriven av medlemmarna i 5MIINUST: Estoni Kohver, Päevakoer, Põhja-Korea och Lancelot, tillsammans med Kim Wennerström. Enligt Veisson och Korea var låten inspirerad av en resa som de gjorde tillsammans. Medan han var på resan berättade Veisson för Korea att han "inte visste något om [Koreas] droger".

## Eurovision Song Contest
Estlands sändningsföretag Eesti Rahvusringhääling (ERR) anordnade tävlingen Eesti Laul 2024 för att välja ut sitt bidrag till Eurovision Song Contest 2024 i Malmö. Den 6 november 2023 tillkännagavs det att låten hade blivit uttagen till tävlingen och lottades senare till att tävla i den första semifinalen. Där gick den vidare till finalen den 17 februari 2024 där den vann. Låten blev därmed Estlands bidrag till Eurovision Song Contest 2024. I mars 2024 tillkännagavs det att omnämnandet av varumärket Lays skulle tas bort från en vers av låten i enlighet med Eurovisions regler som förbjuder all hänvisning till varumärken.
Låten tävlade i den andra semifinalen som ägde rum den 9 maj 2024 där den slutade på en 6:e plats och kvalificerades därmed vidare till finalen den 11 maj. I finalen slutade bidraget på en 20:e plats med 37 poäng.